# Glaciar de Aialik

Glaciar de Aialik.

El glaciar Aialik es un glaciar situado en el Borough de Península de Kenai, Alaska que drena en la bahía de Aialik. Forma parte del Parque nacional de los fiordos de Kenai y drena (junto con muchos otros glaciares) el campo de hielo de Harding. El glaciar Aialik está situado a unos 24 kilómetros de Seward y es el glaciar más grande de la bahía de Aialik, situada en el parque nacional de los Fiordos de Kenai. Es en los meses de mayo y junio es cuando se da la mayor cantidad de desprendimientos de hielo en la bahía, aunque su tamaño es estable. 
En la oficina del Parque nacional de los fiordos de Kenai hay un mural obra de Byron Birdsall con dos canoistas junto al glaciar.

## Galería de imágenes

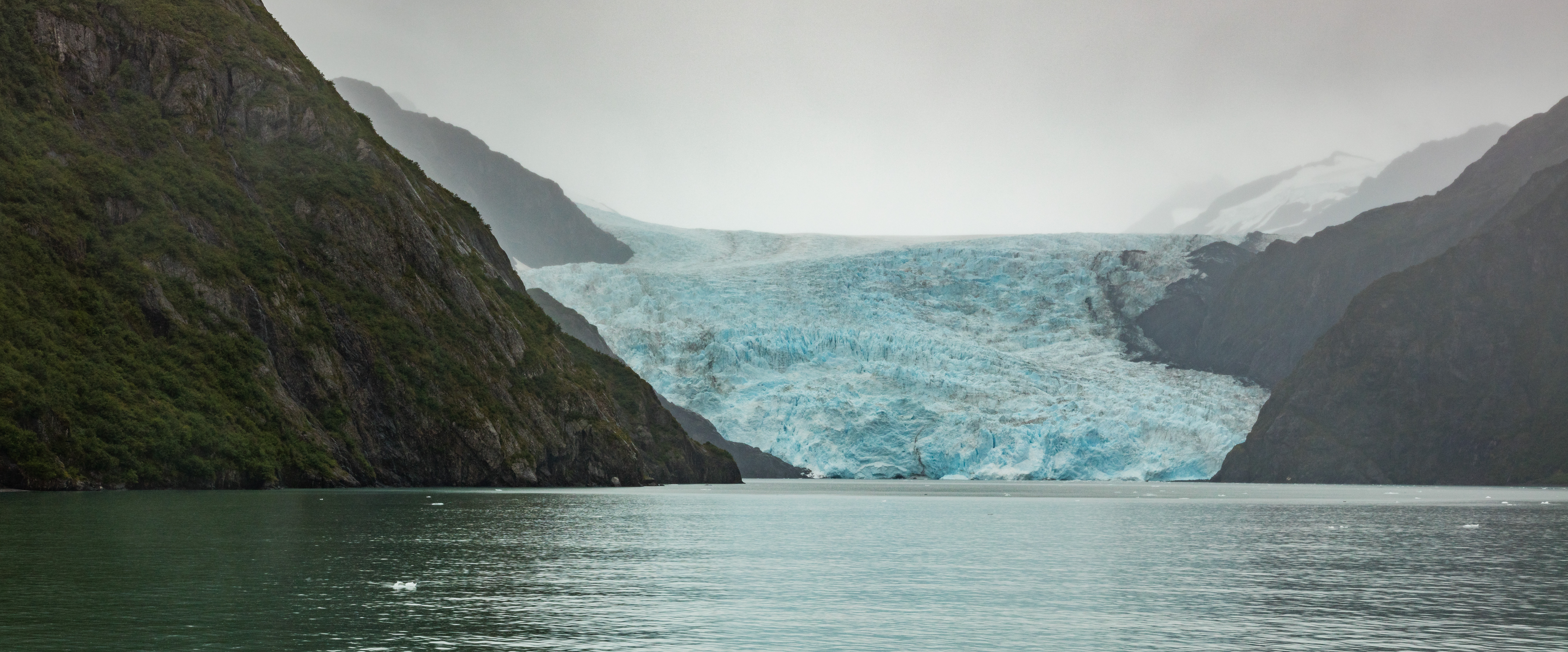
Vista distante del glaciar.
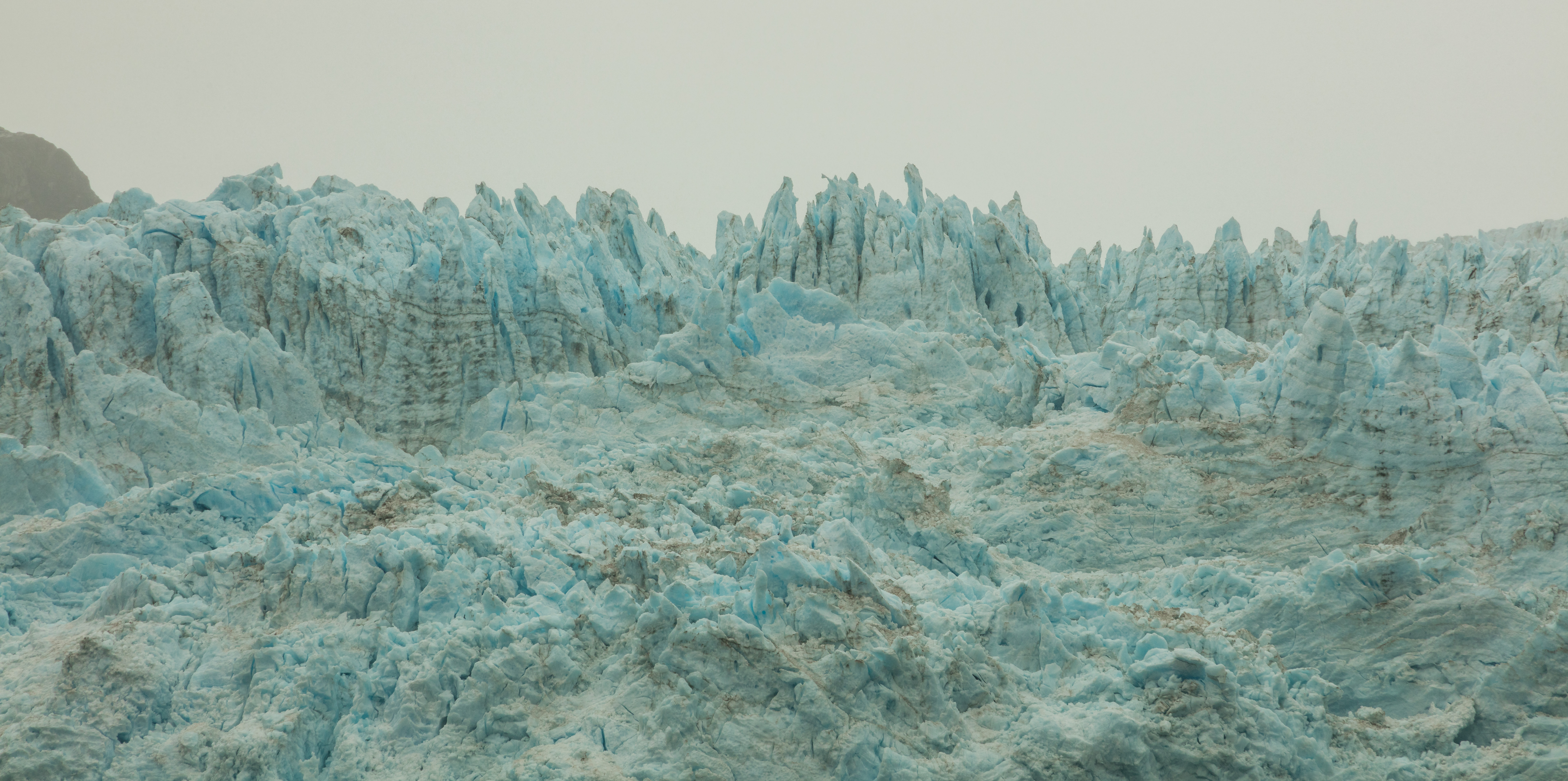
Detalle de la parte frontal.
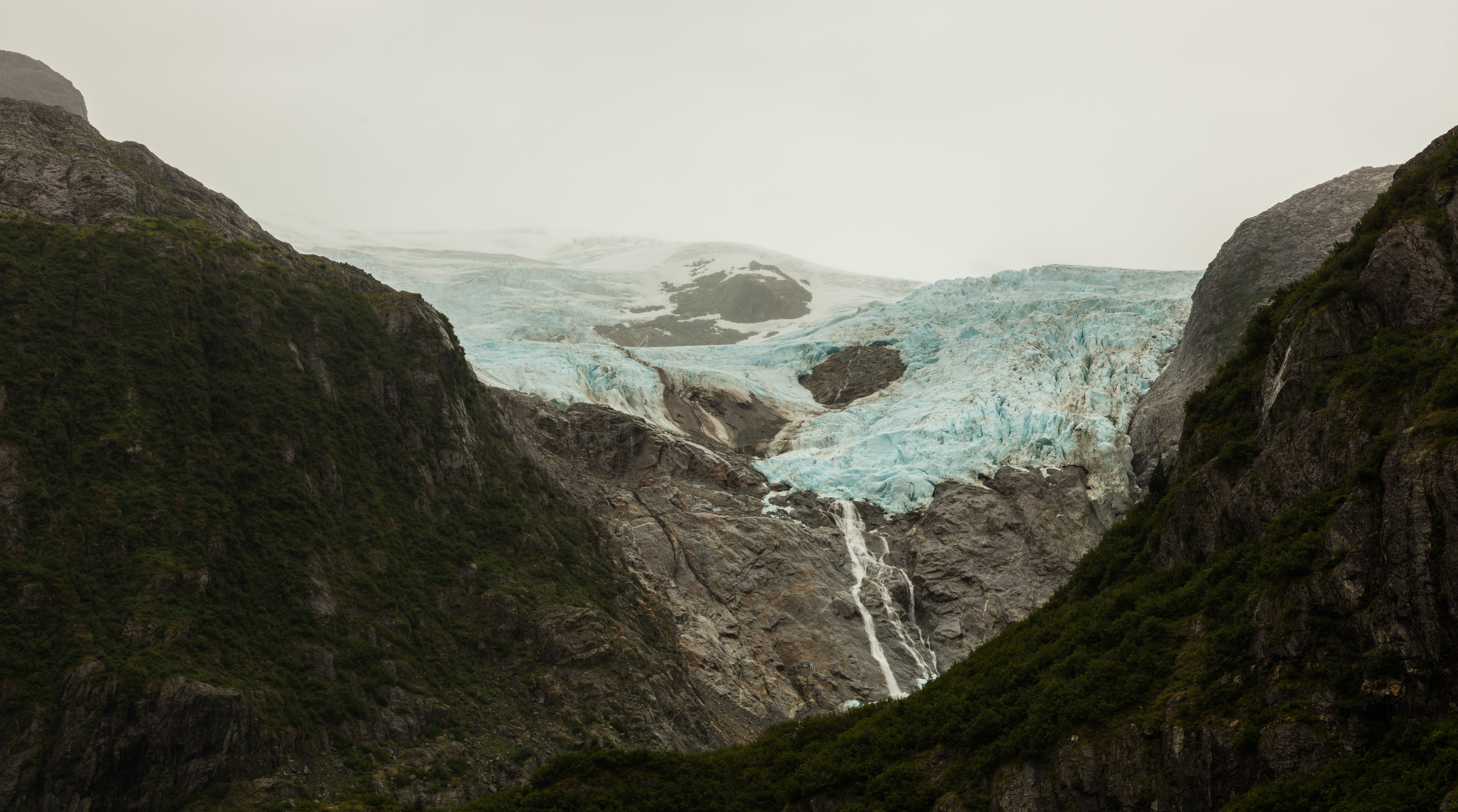
Parte superior del glaciar.
Vista panorámica del glaciar.
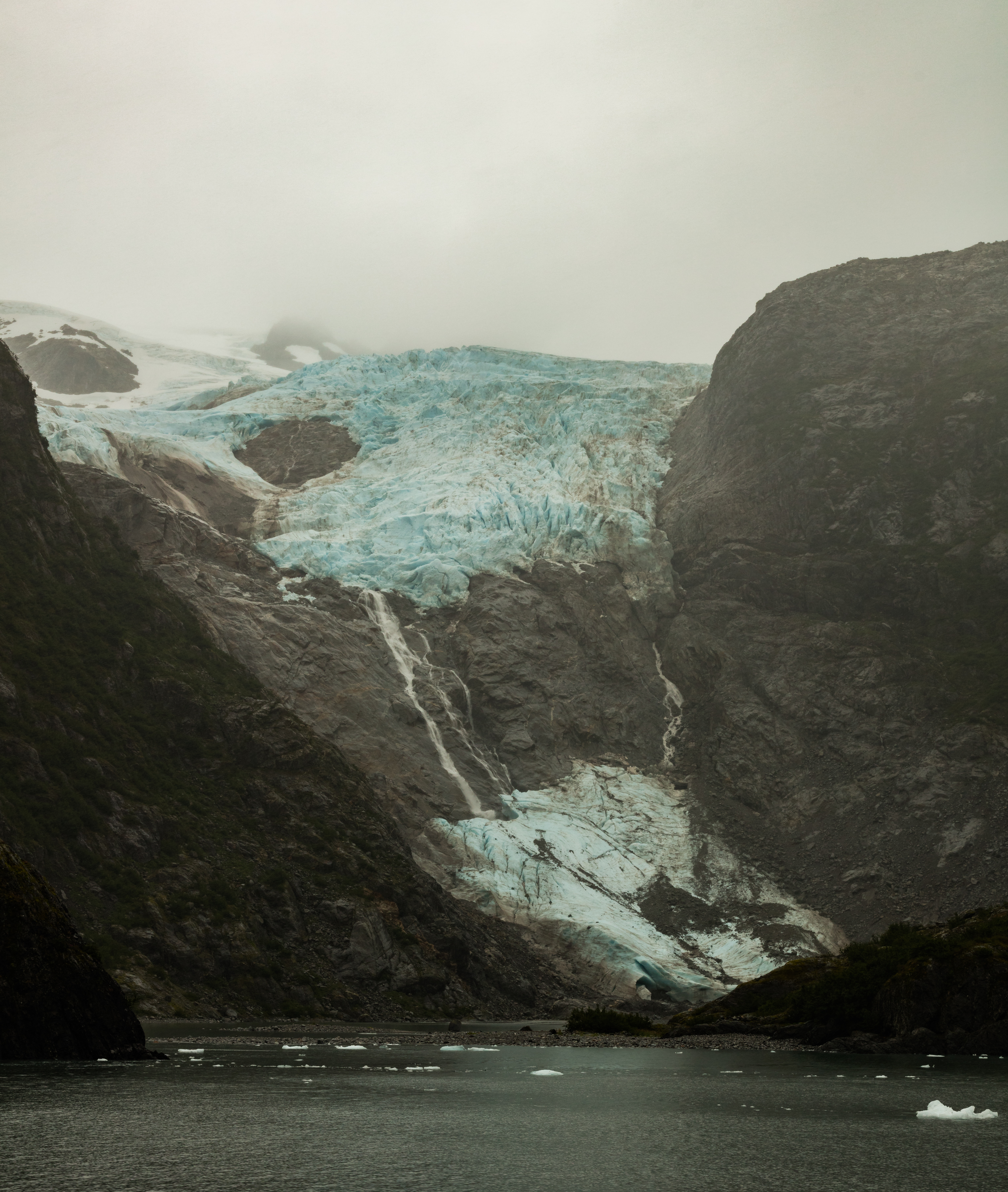
Bahía de Aialik.
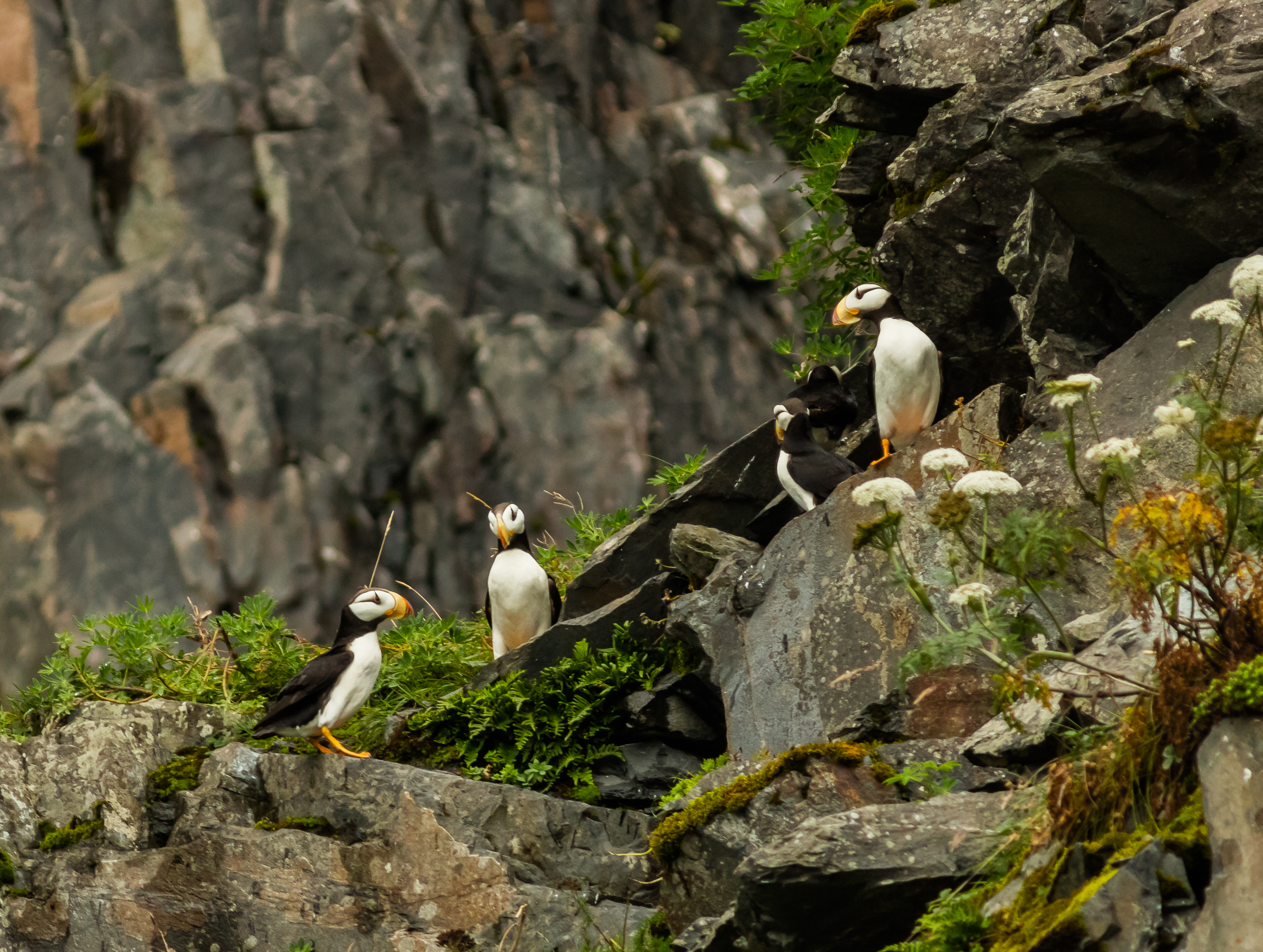
Frailecillos corniculados (Fratercula corniculata) en la Bahía de Aialik.